# Zanandore
Zanandore ist eine Stadt im Nordosten von Burundi in der Provinz Karuzi.

## Geografie
Der Ort liegt im Distrikt Nyabikere, auf einer Höhe von ca. 1543 Metern über dem Meeresspiegel. 2001 wurden 27.867 Einwohner angegeben.